# Ricardo Havenstein
Ricardo Havenstein (* 1964 in Buenos Aires) ist ein argentinischer Gitarrist.
Havenstein hatte ab dem zwölften Jahren Gitarrenunterricht. Schon mit 15 Jahren hatte er seinen ersten Auftritt als Solist am Teatro del Libertador, dem Opernhaus von Córdoba. 1982 zog er nach Deutschland, um sich in der Meisterklasse von Eliot Fisk an der Hochschule für Musik Köln zu perfektionieren; er studierte dort bis 1988.
Danach startete er eine intensive Konzerttätigkeit in Deutschland – zum Beispiel in der Beethovenhalle Bonn, der Hochschule der Künste Berlin und im Gasteig in München – und in Europa mit Konzertreisen nach Österreich, Italien, Spanien, Dänemark und Ungarn. Er hat auch zahlreiche Aufnahmen für Rundfunk und Fernsehen gemacht.